# Puchar Niemiec w piłce nożnej (1959/1960)
Puchar Niemiec w piłce nożnej mężczyzn 1959/1960 – 17. edycja rozgrywek mających na celu wyłonienie zdobywcy Pucharu Niemiec, który uzyskał tym samym prawo gry w kwalifikacjach Pucharu Zdobywców Pucharów (1960/1961). Tym razem trofeum wywalczył Karlsruher SC. Finał został rozegrany na Rheinstadion w Düsseldorfie.

## Kwalifikacje
Mecze rozegrano 6 sierpnia 1960 roku.
| Drużyna 1  | Wynik | Drużyna 2    |
| ---------- | ----- | ------------ |
| Hertha BSC | 0:1   | FK Pirmasens |

## Plan rozgrywek
Rozgrywki szczebla centralnego składały się z 2 części:
- Półfinał: 7 września 1960
- Finał: 5 października 1960 roku – Rheinstadion w Düsseldorfie

## Półfinały
Mecze rozegrano 7 września 1960 roku.
| Drużyna 1                | Wynik | Drużyna 2    |
| ------------------------ | ----- | ------------ |
| Borussia Mönchengladbach | 2:0   | Hamburger SV |
| Karlsruher SC            | 3:4   | FK Pirmasens |

### Mecz wznowiony
| Drużyna 1     | Wynik | Drużyna 2    |
| ------------- | ----- | ------------ |
| Karlsruher SC | 2:0   | FK Pirmasens |

## Finał
| 5 października 1960 20:00 CEST | Borussia Mönchengladbach · Mühlhausen 5' · Kohn 25' · Brülls 60' | 3:22:1Raport | Karlsruher SC · 22' Herrmann · 58' Schwarz | Rheinstadion, Düsseldorf Widzów: 49 000 Sędzia: Albert Dusch (Kaiserslautern) |
|                                |                                                                  |              |                                            |                                                                               |

| BORUSSIA MÖNCHENGLADBACH: |   |                       |
|                           |   |                       |
| BR                        | 1 | Günter Jansen         |
| OB                        |   | Lambert Pfeiffer      |
| OB                        |   | Heinz de Lange        |
| PO                        |   | Albert Jansen         |
| PO                        |   | Hans Goebbels         |
| PO                        |   | Friedhelm Frontzeck   |
| NA                        |   | Franz Brungs          |
| NA                        |   | Albert Brülls         |
| NA                        |   | Ulrich Kohn           |
| NA                        |   | Karl-Heinz Mühlhausen |
| NA                        |   | Helmut Fendel         |
| Trener:                   |   |                       |
| Bernd Oles                |   |                       |

| KARLSRUHER SC:   |   |                    |
|                  |   |                    |
| BR               | 1 | Horst Jungmann     |
| OB               |   | Wilhelm Dimmel     |
| OB               |   | Gustav Witlatschil |
| PO               |   | Heinz Ruppenstein  |
| PO               |   | Willi Rihm         |
| PO               |   | Horst Szymaniak    |
| NA               |   | Willy Reitgaßl     |
| NA               |   | Günther Herrmann   |
| NA               |   | Walter Schwarz     |
| NA               |   | Friedel Späth      |
| NA               |   | Reinhold Nedoschil |
| Trener:          |   |                    |
| Eduard Frühwirth |   |                    |

| Puchar Niemiec w piłce nożnej 1959–1960 Zwycięzcy |
| ------------------------------------------------- |
| Borussia Mönchengladbach 1. Tytuł                 |